# August Karl Franz Johann von Gemmingen
August Karl Franz Johann von Gemmingen (* 22. Februar 1792 in Stuttgart; † 4. Mai 1870 in Baden-Baden) war Kammerherr der Markgräfin Amalie von Baden.

## Leben
Er war der Sohn des August Wilhelm von Gemmingen (1738–1795) und der Charlotta Franziska von Gemmingen-Guttenberg (1770–1814). Er wurde in Stuttgart erzogen und studierte Rechtswissenschaft in Tübingen und Heidelberg. In Tübingen wurde er Mitglied des Corps Suevia (I). 1814 war er Leutnant im badischen freiwilligen Jäger-Regiment. Später wurde er Legationssekretär und schließlich Kammerherr der verwitweten Markgräfin Amalie von Baden bis zu deren Tod 1832. Anschließend lebte von Gemmingen in Baden-Baden. Er und seine Gattin sind in Gemmingen begraben.

## Familie
Er war verheiratet mit Amalia von Gemmingen-Hornberg (1801–1865), Tochter des Komponisten und Ritterdirektors Ernst von Gemmingen-Hornberg und der Henriette von Holle.
Nachkommen:
- Ernst Wilhelm August (1821–1843)
- Wilhelm Pleikard Ludwig (1823–1903) ⚭ Marie von Grävenitz (1837–1873)
- Amalie Luise Auguste (* 1826) ⚭ Albert Graf von Hennin